# Asterolasia elegans
Asterolasia elegans är en vinruteväxtart som beskrevs av L. Mcdougall & M.F. Porteners. Asterolasia elegans ingår i släktet Asterolasia och familjen vinruteväxter. Inga underarter finns listade i Catalogue of Life.